# Utagawa Yoshitora

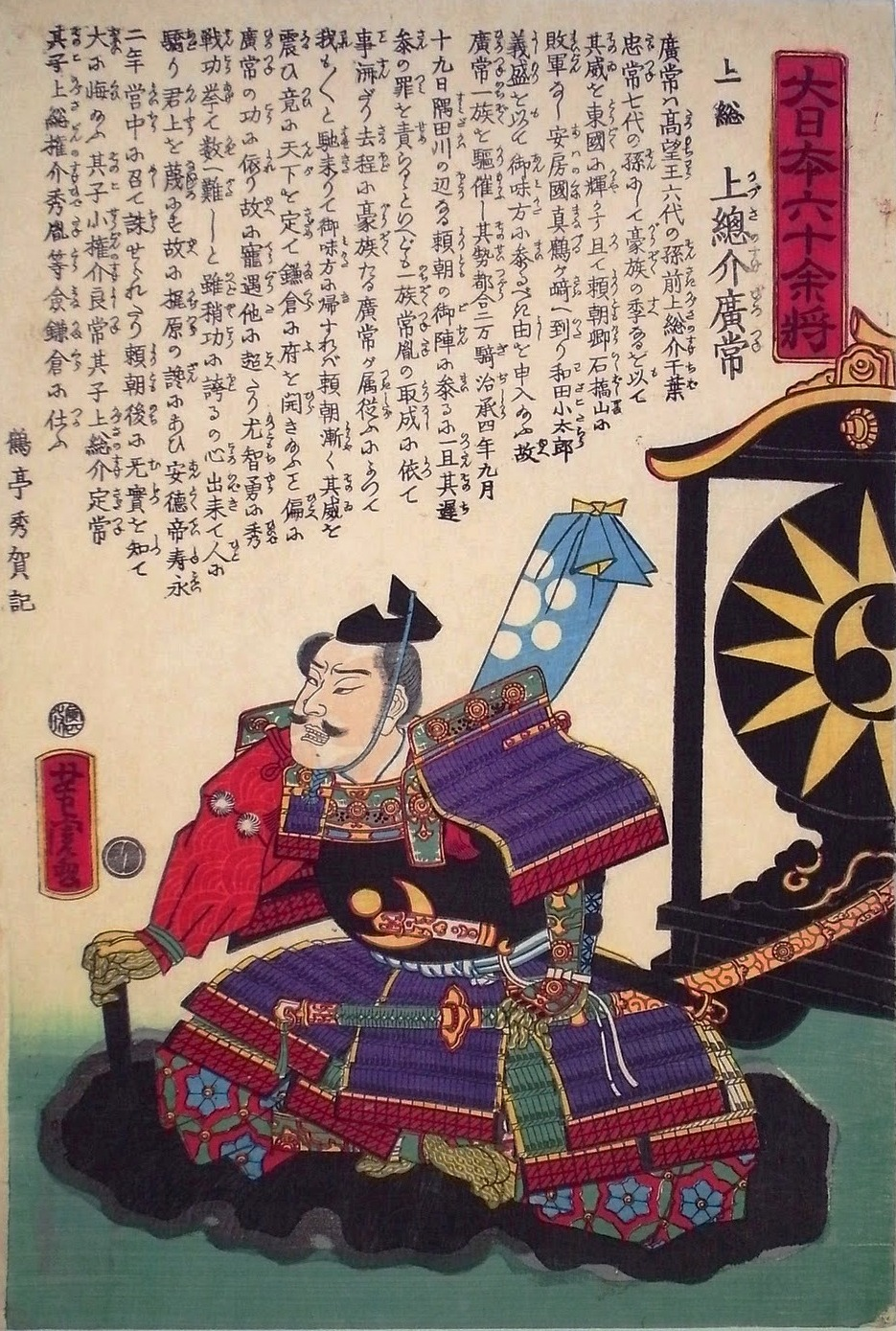
Musha-e aus der Serie Die mehr als 60 berühmten Generale Japans, 1866

Utagawa Yoshitora  (japanisch 歌川 芳虎; aktiv von 1836 bis 1882) war ein Meister des japanischen Farbholzschnitts und der Malerei im Stil des Ukiyo-e, der in Edo lebte und arbeitete.

## Leben und Werk
Über sein Leben ist fast nichts bekannt. Geboren wurde er als Nagashima Tatsugorō (永島 辰五郎, auch 辰之助 oder 辰三郎). Überliefert ist, dass er in den Jahren von 1876 bis 1880 insgesamt viermal innerhalb Edos umgezogen ist. Im Jahr 1849 wurde er zu 50 Tagen Hausarrest (oshikome) in Handfesseln verurteilt. Grund für die Bestrafung war der Entwurf für einen Farbholzschnitt, auf dem Oda Nobunaga, Akechi Mitsuhide, Toyotomi Hideyoshi und Tokugawa Ieyasu in satirischer Form dargestellt worden waren und der gegen die Zensurbestimmungen des Bakufu verstieß.
Nachdem er in der Meiji-Zeit als Zeitungsjournalist gearbeitet hatte, illustrierte er zu Beginn der 1880er-Jahre noch einige Bücher. Das letzte davon erschien 1882; danach gibt es über ihn keine weiteren Informationen.
Seine Ausbildung als Holzschnittkünstler begann er in der ersten Hälfte der 1830er-Jahre im Studio von Utagawa Kuniyoshi. Er gilt als einer der bedeutendsten Schüler Kuniyoshis.
Um 1850 und möglicherweise als Folge der Bestrafung durch das Bakufu wurde er von Kuniyoshi aus dessen Studio ausgeschlossen, ohne dass dies jedoch Einfluss auf seine künstlerische Tätigkeit hatte. Im Jahr 1853 wurde er auf einer Liste der Holzschnittkünstler unter den besten aufgeführt, 1868 rangierte er auf einer ähnlichen Liste auf dem zweiten Platz hinter Utagawa Sadahide.
Auf den von ihm entworfenen Drucken signierte er mit den Beinamen Ichimōsai (一猛斎), Kinchōrō (錦朝楼) oder Mōsai (孟斎) vor seinem Künstlernamen Sadahide. Er hatte einige wenige Schüler: Toratane (虎種) und Torashige (虎重), beide nur kurz als Holzschnittkünstler zu Beginn der Meiji-Zeit tätig, sowie Yoshie, der unter dem Namen Horiyoshi als Tätowierer arbeitete.

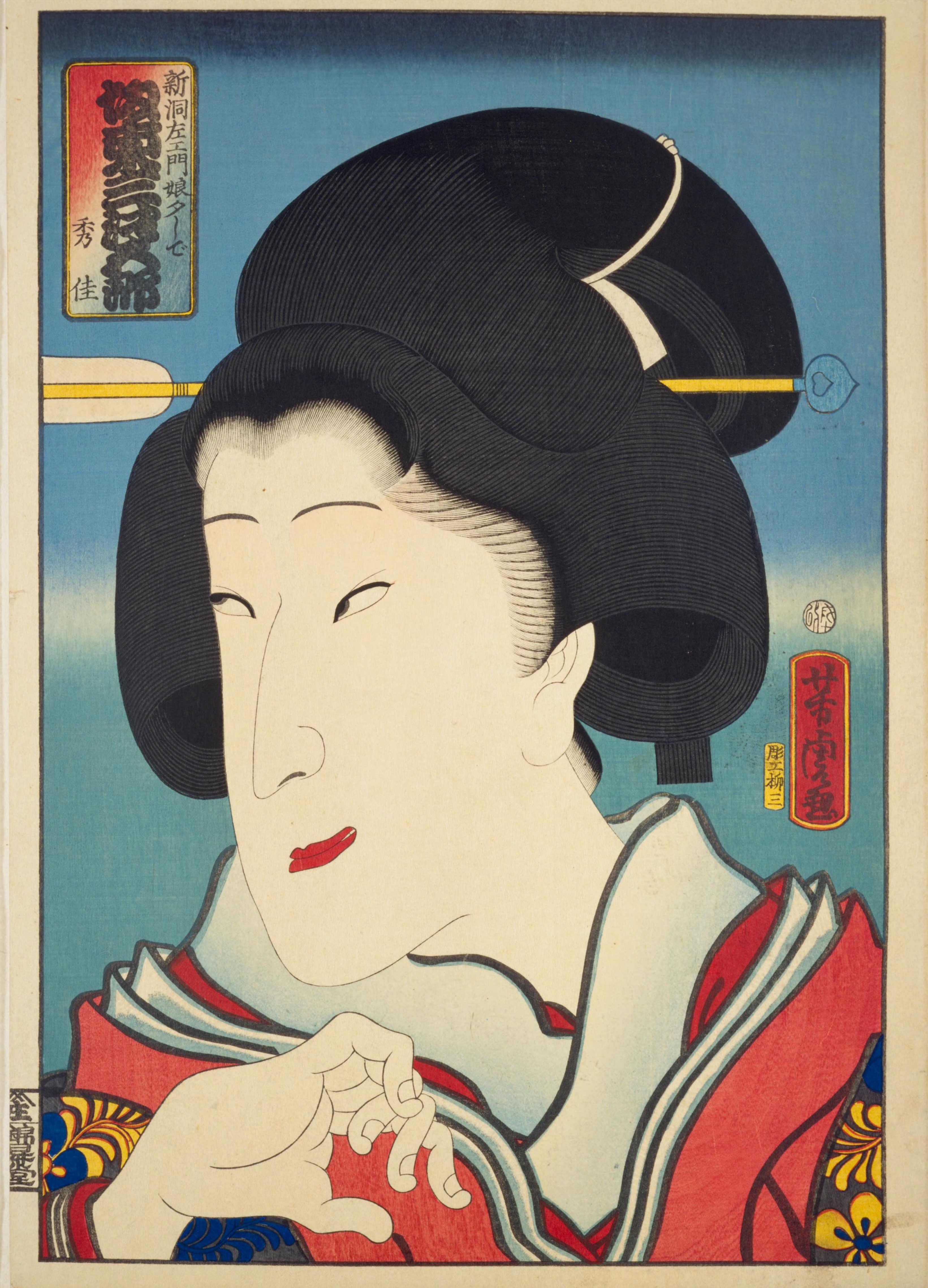
Druck aus der Anthologie von früheren und heutigen Kabuki-Schauspielern, Bandō Mitusgorō VI. als Yushide, 1862

Yoshitoras erste bekannte Arbeit waren die Illustrationen für die 1836 erschienene, vierbändige Erzählung von Kantei Denshōs Karasu Kanzaemon chūgi den (dt. Die Geschichte von Karasu Kanzaemons Treue), die er gemeinsam mit Utagawa Yoshishige entwarf. Die ersten von ihm entworfenen Farbholzschnitte erschienen Anfang der 1840er-Jahre. Sein Schwerpunkt lag dabei auf dem Entwurf von Kriegerbildern (Musha-e), die berühmte japanische Helden, Szenen von Schlachten und legendäre Ereignisse schilderten. Unter anderem illustrierte er in mehreren Serien die Helden des Chūshingura. Er zeichnete Entwürfe für die Drucke von Bijin-e, Kabuki-Szenen und Kabuki-Schauspielerporträts. Darunter auf Einladung des Verlegers Ebisuya Shōshichi zwölf Drucke für Utagawa Kunisadas Serie Anthologie von früheren und heutigen Kabuki-Schauspielern, die einen Höhepunkt in Kunisadas Schaffen darstellt und deren Drucke in den höchsten drucktechnischen Standards ihrer Zeit ausgeführt waren. Die Beteiligung an dieser Serie war somit für Yoshitora eine besondere Auszeichnung. Yoshitoras Tätigkeitsbereich umfasste ebenfalls den Entwurf für Shini-e (Andachtsdrucke für verstorbene Persönlichkeiten, zumeist Schauspieler), Sumō-e (Drucke bekannter Sumōringer), Giga-e (Drucke  mit witzigen Inhalten),  einige Fächerdrucke mit Fabeltieren sowie einige Meisho-e (Drucke von berühmten Orten, z. B. die Serie Berühmte Orte in Edo, eine neue Auswahl). Unter seinen Landschaftsdrucken findet sich ein zwölf Ōban-Blatt (ca. 3 m) breiter Panorama-Druck des Tōkaidō aus dem Jahr 1864 (Berühmte Plätze an der Tōkai-Straße).
In den frühen 1860er-Jahren konzentrierte er sich auf Drucke mit Darstellungen von Ausländern und deren Lebensgewohnheiten in der ihnen zugewiesenen Niederlassung in Yokohama, den Yokohama-e. In den 1870er-Jahren schließlich verlegte er sich auf den Entwurf von Kaika-e, Drucken, die in der Meiji-Zeit über die Errungenschaften des Westens aufklären sollten, sowie von „Spielzeug-Bildern“, den Omocha-e, die als Spielzeug und Unterrichtsmaterial für Kinder dienten.
Darüber hinaus war er im Laufe seines künstlerischen Schaffens an der Illustration von fast 150 Büchern, zumeist zeitgenössischen Romanen und Erzählungen, beteiligt.
Eine aus dem Gedächtnis gezeichnete Abbildung von ihm findet sich in Kawanabe Kyōsais 1887 entstandenem Buch Kyōsai Gadan (deutsch Kyōsais Gespräche über Malerei). Kyōsai erinnerte sich in diesem Buch an seine eigene Ausbildung von 1837 bis 1840 bei Kuniyoshi und illustrierte die erhaltenen Unterweisungen mit einer Alltagsszene aus Kuniyoshis Studio, in der unter anderem Yoshitora als Heranwachsender zu sehen ist.